# گری روم
گری روم یک ژورنال دانشگاهی با داوری همتا است که به صورت فصل نامه توسط نشر ام آی تی در نسخه‌های آنلاین و چاپی منتشر می‌شود. گری روم در سال ۲۰۰۰ تأسیس شد و شامل آثاری در زمینه معماری، هنر، رسانه و سیاست می‌شود و تا به امروز، مشارکت مورخین و نظریه پردازان مشهور مانند ایو الن بوآ، جودیت باتلر، ژرژ کانگیلم، اوبر دمیش، فریدریش کیتلر، شانتال موفه، آنتونیو نگری، پائولو ورنو، پل ویوریلیو و ساموئل وبر را دربرداشته.
از شماره ۵۱، ترکیب هیئت تحریریه تغییر کرد. سردبیران پایه‌گذار مجله برندن جوزف، رینولد مارتین و فلیسیتی اسکات و دبیران کارن بکمن و تام مک‌دانا پس از شماره ۵۰ از هیئت تحریریه استعفا دادند و نقش هیئت مشورتی در مجله را به عهده گرفتند. زینب چیلیک الکساندر، لوسیا اَله، اریک دو بران، گابریلا کلمن (از زمان استعفا از هیئت تحریریه)، نوام ام‌الکات، جان هاروود، بایرون‌هامان و متیو سی هانتر از آن زمان اعضای تحریریه بوده‌اند.